# Albrecht von Wallenstein
Albrecht Wenzel Eusebius von Wallenstein ali češko Albrecht Václav Eusebius z Valdštejna, češki vojskovodja in politik, * 24. september 1583, Heřmanice na severu Češke, † 25. februar 1634, Cheb na skrajnem zahodu Češke.
V tridesetletni vojni se je bojeval na strani katoličanov in cesarja. V dveh obdobjih (1625-30 in 1632-34) je bil glavni poveljnik cesarske vojske, s katero je dosegel vrsto pomembnih zmag. Za zasluge in sposobnosti ga je cesar nagradil z vrsto ozemelj; tako je postal vojvoda v vojvodini Friedland in vojvodini Sagan, vojvodini Mecklenburg (1628-31), knez Wendena, grof Schwerina, gospodar gospostev Rostock in Stargard. Zaradi njegovega vse večjega vpliva so mu postali sovražni volilni knezi, dunajski in bavarski dvor ter nazadnje tudi cesar Ferdinand II., ki ga je odstavil. Tajno sodišče ga je obsodilo veleizdaje, skupina cesarju vdanih oficirjev pa ga je med prenočevanjem ubila.

## Mladost
Wallensteinova starša sta izhajala iz starega češkega plemstva, oče iz rodbine Valdštejn, ki je svoje ime dobila po gradu Valdštejn (nemško Waldstein) v češki pokrajini Češki raj, mati pa iz rodbine Smiřičtí iz Smiřic. Oče Vilém je bil peti sin v družini in njegovo posestvo Heřmanice ni bilo veliko. Bil je glavar okraja Hradecký kraj. Mati Markéta je rodila sedem otrok, a preživeli sta le dve hčeri in najmlajši sin Albrecht.
Allbrechtu sta mati in oče, oba protestanta, umrla ko je bil star 9 in 11 let. Po smrti staršev ga je k sebi na grad Košumberk vzel materin svak Jindřich Slavata s Chluma. Skupaj z njegovim sinom so ga dve leti vzgajali češki bratje, ki so se zavzemali za širjenje krščanstva, miru in izobraževanja v svetu. Jeseni 1597 ga je skrbnik poslal v nadaljnje šolanje v protestantsko latinsko šolo v mestu Złotoryja v Spodnji Šleziji in poleti 1599 na protestantsko akademijo v Altdorf pri Nürnbergu. Albrecht se je tam pogosto zapletal v bojevite prepire med študenti, kar ga je pripeljalo v mestno ječo. Med tem je njegov skrbnik umrl. Ko je februarja 1600 moral zapustiti Altdorf, je dve leti potoval po Franciji in Italiji, domnevno je tudi študiral na bolonjski in padovanski univerzi. Tekoče je že govoril češko, nemško, latinsko in italijansko in nekaj francoščine ter bil sposoben razumeti špansko.

## Prvi vstop v vojsko
Albrecht je leta 1602 stopil v dvorno službo mejnega grofa Karla von Burgau, sina nadvojvode Ferdinanda Tirolskega . Leta 1604 se je priključil pehotnemu regimentu čeških cesarskih najemnikov in se z njimi boril na Ogrskem proti Turkom pod poveljstvom italijanskega generala Giorgia Baste. Tam se je seznanil s taktiko lahke transilvanske konjenice in se srečal s takrat petinštiridesetletnim poveljnikom cesarskega topništva grofom Tillyjem. Njegova prva vojaška zaposlitev se je končala z Žitvanskim mirom (1606). Očitno pa je želel ostati v vojaški službi, saj si je od cesarja že pridobil priporočila za sprejem v vojsko Španske Nizozemske. Potem pa se je odločil drugače. Na svakovo priporočilo je postal komornik na dvoru nadvojvode Matije.

## Uveljavljanje na Moravskem in prva poroka
Albrecht se je v Olomucu, kjer je bila njegova sestra Kateřina Anna poročena z vodjo moravskih protestantov, deželnim glavarjem Karlom Starejšim ze Žerotína, seznanil z vodjo seminarja v jezuitskem samostanu. Najverjetneje je takrat iz protestantizma prestopil v katolištvo. Morda ga je v to prepričal menih, verjetneje pa habsburška politika, ki je protestantom preprečevala napredovanje v vojski.
Leta 1609 se je Albrecht, s posredovanjem omenjenega meniha, poročil z nekoliko starejšo Čehinjo Lukrecijo, bogato vdovo po Arklebu z Víckov, ki je v vzhodni Moravski posedoval mesta Vsetín, Lukov, Rymice, Všetuly/Holešov in 46 vasi. Takoj je prevzel vajeti gospodarjenja. Zanimal se je za vse podrobnosti in vpeljal izboljšave. Razumel je, da zadovoljni podložniki prinašajo gospodarju večji dohodek, zato jim je zboljševal pogoje, a jih tudi vabil v katolištvo, kot je od njega pričakoval omenjeni menih. Razumno gospodarjenje mu je prineslo ugled pri večini moravskih stanov, tako protestantskih kot katoliških. Leta 1610 so ga imenovali za nabornega komisarja z nalogo, da zbere regiment mušketirjev, ki bi varovali moravsko mejo pred passavskimi vojašklmi tolpami .
Leta 1614 je Lukrecija umrla in Albrecht je podedoval njeno imetje. Z velikim pompom jo je dal pokopati v božjepotni cerkvi v vasi Štípa (danes del mesta Zlín) na gospostvu Lukov in v njen spomin ustanovil tam kartuzijanski samostan. Ljudje so ga cenili tudi zaradi njegove zadržanosti v pogledu verskih vprašanj. Leta 1615 so ga moravski stanovi imenovali za poveljnika pehotnega regimenta, ki ga je moral v primeru vojne sestaviti in opremiti na svoje stroške. Tedaj je prvič zbolel za boleznijo, ki se mu je kasneje ponavljala, za katero je mislil, da je posledica pretiranega pitja alkohola.
Med tem je Matija postal cesar (1612). Albrecht je kot njegov komornik izstopal s svojim sijajem, ki je kazal na bogastvo, katerega izvor sodobnikom ni bil jasen. Leta 1615 je postal tudi komornik nadvojvode Ferdinanda Notranjeavstrijskega in nadvojvode Maksimilijana III.
Notranjeavstrijski nadvojvoda Ferdinand je v vojni z Benetkami (1615-17) ostal brez denarja in je zaprosil svoje vazale in stanove, da mu v pomoč pošljejo čete na lastne stroške. Edini, ki  se je odzval, je bil Albrecht Wallenstein, ki je na svoj račun opremil 200 konjenikov in leta 1617 z njimi rešil trdnjavo Gradišče beneškega obleganja. S tem si je pridobil naklonjenost bodočega cesarja. 

## Med češko vstajo
Cesar Matija je leta 1617 Čehom vsilil svojega bratranca Ferdinanda za novega češkega kralja. Protestantski češki stanovi so se naslednje leto temu imenovanju uprli in ga odstavili. S tem se je začela tridesetletna vojna, v kateri se je Wallenstein postavil na habsburško, to je katoliško stran.
Moravski stanovi so sprva ostali nevtralni, organizirali pa so svojo deželno obrambo. Wallenstein je v Jihlavi zbral svojih 3.000 mušketirjev.
Avgusta 1618 se je Ferdinand kot cesarjev namestnik udeležil moravskega deželnega zbora. Wallenstein mu je tedaj ponudi, da zanj na lastne stroške postav regiment kirasirjev. Jeseni je odpotoval na Dunaj, kjer so ga imenovali za cesarskega oficirja in ga pooblastili za nabor. Polovico od potrebnih 40.000 guldnov je prispeval sam, polovico pa si jih je izposodil. Istočasno je bil tako cesarski in moravski oficir. Marca 1619 je bil njegov, v Flandriji zbrani regiment najemnikov, že pripravljen. V začetku aprila se je Wallenstein vrnil v Olomuc. Malo prej je umrl cesar Matija.
Do 20. aprila se moravski stanovi še vedno niso odločili, ali se bodo priključili vstaji ali ne. Zato je češki poveljnik grof Heinrich Matthias von Thurn prekoračil moravsko mejo in brez boja zasedel Moravsko; prebivalstvo ga je navdušeno sprejelo. 2. maja so se moravski stanovi na zboru v Brnu priključili vstaji.
Wallenstein se je skupaj s poveljnikom moravske vojske odločil, da bo svoj regiment prepeljal na Dunaj. Náchodu so se vojaki uprli in reševati se je moral z begom. Tudi Wallensteinu je hotel eden od podrejenih namen preprečiti, a ga je Wallenstein zabodel. 5. maja je polovico regimenta pripeljal na Dunaj (drugi so se porazgubili), s seboj pa je prinesel tudi denar iz blagajne moravskih stanov. Dunajčani so denar vrnili moravskim stanovom. Ti so Wallensteina za vedno izgnali in zaplenili vse njegovo premoženje na Moravskem. Bil je spet samo najemnik v cesarjevi službi. S svojimi 1.300 kirasirji se je vključili v vojsko generala Charlesa de Bucquoya, ki je tedaj vodil cesarsko vojsko in znatno pripomogel k zmagi v bitki pri Záblatí (junij 1619, severozahodno od Čeških Budejovic).
Jeseni 1619 je v pomoč upornikom mimo Bratislave proti Dunaju prodiral transilvanski knez Gábor Bethlen. Bucquoy se je pred močnejšo nasprotno vojsko umaknil preko Donave, da bi zaščitil Dunaj. Wallensteinovi konjeniki so ščitili prehod vojske preko reke pred napadi sovražnikov in nazadnje most podrli. Dunaj je bil rešen. Bethlen in Thurn sta se dokončno umaknila, ko je Ferdinandov svak, poljski kralj Sigismund III., Avstrijcem poslal pomoč.
Medtem je bil Ferdinand na zboru volilnih knezov v Frankfurtu izvoljen za cesarja (28. avgusta 1619). Dva dni kasneje so Čehi v Pragi za svojega kralja izvolili pfalškega volilnega kneza Friderika V. Ferdinand se je na povratku s kronanja ustavil v Münchnu. Z bavarskim vojvodo Maksimilijanom I. sta se dogovorila, da bo katoliška liga sestavila vojsko 25.000 najemnikov, ki se bo borila za katolištvo in cesarstvo. Stroške za vojsko bo plačeval cesar. Čete cesarstva se bodo tej vojski priključile kot pomožne čete, tudi njim bo poveljeval poveljnik lige. Organizacijo in vodstvo vojske katoliške lige so zaupali španskemu poveljniku grofu Johannu Tillyju.
Vojska katoliške lige je julija 1620 iz Bavarske vstopila v Avstrijo in tam pokorila avstrijske stanove, ki so se pridružili češki vstaji. Skupaj s cesarsko vojsko je konec septembra prekoračila češko mejo in v bitki na Beli gori (8. novembra 1620) potolkla vojsko upornikov. Wallenstein je v tistem času bolan ležal v postelji.
Po bitki na Beli gori so Wallensteinovi regimenti ostali pri vojski, on pa je dobil nalogo, da s posebno enoto zavzame severozahod Češke. Vsa mesta, ki jih je zavzel, so se morala pokloniti cesarju in plačevati za mestne posadke. Praktično je bil vojaški poveljnik severne Češke, formalno pa še vedno podrejen Bucquoyu in je za cesarsko armado nabiral nove regimente. V začetku leta 1621 je bil imenovan za člana dvornega vojnega sveta na Dunaju, a se je opravičil in ostal v Pragi. S časom je razširil svoje pristojnosti in imel nadzor nad vsemi dogajanji na Češkem.

## Vojvodina Friedlandija. Prvi pohod na Ogrsko
Po vojni je bilo uporno češko plemstvo obsojeno na odvzem lastnine. Cesar je dal Wallensteinu za poplačilo svojega dolga v fevd posesti Jičín, Český Dub, Hrubá Skála, Semily in Hořice in v zameno za novo posojilo posesti Frýdlant v Čechách (nemško Friedland) in Liberec.
Cesarska uprava je za plačevanje vojske potrebovala vedno več denarja. Iskala je nove vire dohodkov. Eden je bila kovnica, ki je kovala vse manj vreden denar. Med ustanovitelji kovnice so bili poleg cesarske dvorne kamere tudi upravnik Češke knez Karel I. von Liechtenstein, glavni bankir Hans de Witte, Wallenstein in drugi.
Vir dohodkov uprave so bile tudi zaplenjene posesti. Z njimi je cesarska uprava sprva nameravala gospodariti sama, a se je pokazalo, da tega ne zna dovolj dobro. Zato se je cesar jeseni 1622 odločil, da bo posesti prodal. Wallenstein je dobro sodeloval tako z upravnikom Češke kot z glavnim bankirjem, kar mu je omogočalo, da je lahko prihajal do vedno novih kreditov, s katerimi je kupoval podcenjena zaplenjena zemljišča, jih potem z dobičkom prodajal ter se pri tem okoriščal tudi z veliko inflacijo. Na ta način je Wallenstein posesti Frýdlant in Liberec, ki sta mu bili dani v fevd, poceni kupil in si na njih zgotoviti dedno last (fidejkomis). Posest je zaokroževal z novim dokupovanjem zemljišč, tako da je po nekaj letih merila okrog 9.000 km² in obsegala ozemlje med mesti Frýdlant v Čechách na severu in Nymburk ob Labi na jugu, med Mělníkom na zahodu in mestom Hostinné na vzhodu, to je približno petino kraljevine Češke. Posest je poimenoval s skupnim imenom Friedlandija.
Wallenstein je italijanskim arhitektom naročil, da mu zgradijo rezidenco v mestu Jičín. Gospodarstvo je uredil v duhu merkantilizma s ciljem povečevanja dohodkov. Nastavil je aktivno upravo, ki je gradila ceste, spodbujala ustanavljanje podjetij v Wallensteinovi (zlasti za potrebe vojske) in tuji lasti, iz tujine je vabila strokovnjake in judovske trgovce. Vpeljala je enotne mere in na mejah carinske postaje.
Wallenstein se je leta 1623 poročil z dvaindvajsetletno Izabelo Katarino, hčerko državnega grofa Karla von Harrach zu Rohrau, cesarjevega ministra in člana dvornega vojaškega sveta. Poroka mu je odprla vsa vrata dvora. Ohranjena pisma med zakoncema kažejo na njun ljubeč odnos. Rodila mu je hčer Marijo Elizabeto (1626–1662) in sina, ki pa je takoj po rojstvu umrl.
Medtem ko se je vojna bila v Porenju in na Spodnjesaškem in so bile češke čete pri poveljniku katoliške lige Tillyju, je konec avgusta 1623 transilvanski knez Gábor Bethlen spet zasedel s 50.000 vojaki  Zgornjo Ogrsko, kar je predstavljalo grožnjo za Dunaj. Wallenstein je na svojo roko takoj začel zbirati vojsko. Ferdinand, ki je Wallensteina že prej imenoval za generalwachtmeistra, je pripoznal njegovo iniciativo in ga je povišal (3. septembra) v državnega kneza. V okolju visokega plemstva je to vzbudilo začudenje, zavist in jezo, kajti morali so ga (ali bi ga morali), človeka po izvoru nižjega ranga, začeti naslavljati z Vaša knežja Milost.
Wallenstein se je z vojsko odpravil proti jugu in se utrdil v mestu Hodonín na desnem bregu Morave. Pozicija je bila dobra, a dežela, polna vojakov z obeh strani, brez hrane. Obe vojski sta bili pred izstradanjem, ko je Bethlen (19. novembra) ponudil premirje. Wallenstein in cesar sta imela srečo.
Wallenstein se je lahko spet posvetil svoji (sedaj) kneževini. Delo je vodil iz svojega urada v Pragi. Izboljšal je zakone. Za upravitelja je postavil sposobnega oficirja, ki ga je že dolgo poznal. Marca 1624 je cesar posest povzdignil v samostojno vojvodino, dedni fevd, naslov odslej ni bil vezan le na Wallensteinovo osebo ampak tudi na ozemlje.

## Prvič poveljnik cesarske vojske
Prva faza tridesetletne vojne, zmaga nad Češko in zavzetje Palatinata, se je do konca leta 1623 končala in cesar je drastično zmanjšal številčnost vojske. Ta je v letu 1624 pod vodstvom Tillyja po Spodnjesaškem zavzemala protestantom naklonjena mesta, kar je vznemirilo tudi protestante sosednjih držav, zlasti danskega in norveškega kralja Kristijana IV., ki je bil tudi vojvoda Hollsteina in Schleswiga, torej tudi knez cesarstva.
Bavarski knez Maksimilijan I. je cesarja opozarjal na nevarnost, ki preti s severa, a cesar se za to ni zmenil. Januarja 1625 pa se je Wallenstein pojavil na Dunaju in ponudil cesarju, da na lastne stroške postavi vojsko 20.000 mož. Aprila je cesar imenoval Wallensteina za poveljnika čet v cesarstvu, kar je bilo v nasprotju z dogovorom iz leta 1619, ko je bilo z Maksimilijanom I. dogovorjeno, da bo poveljnik vseh čet Tilly. Cesar je junija podpisal dekret za sestavo vojske 24.000 mož. Za vzdrževanje vojske so vpeljali vojni davek, ki so ga morale plačevati vse dežele, tudi avstrijske dedne dežele in svobodna mesta.
Med tem je Kristijan danske enote pripeljal v svoji vojvodini, z njimi junija 1625 prekoračil Labo in pri Höxterju južno od Hannovra naletele na Tillyjevo vojsko. Istočasno je prišel najemniški general Mansfeld, to pot v angleški službi, s 5.000 najemniki iz Nizozemske v Nemčijo. Vojna se je nadaljevala kot vseevropski konflikt.
Wallenstein je nabor pospešil in imel konec julija v Chebu na razpolago že 50.000 mož (skupaj z enotami, ki so jih prispevale dežele cesarstva od Ogrske do Alzacije) in jih sredi oktobra pripeljal v Nemčijo v bližino Tillyjeve vojske.
Vso jesen in zimo so potekala pogajanja med spodnjesaškimi stanovi in cesarskima generaloma. Med tem je Kristijan z angleško in nizozemsko pomočjo povečal svojo vojsko na 38. 000 mož. Po štirih mesecih je prekinil pogajanja in začelo se je bojevanje. Wallenstein je premagal Mansfelda pri Desssauskem mostu čez Labo (25. aprila 1626), Tilly pa Kristijana pri Luttru na spodjesaškem (27. avgusta 1626). Wallenstein po zmagi ni zasledoval Mansfelda, kar je bila prva od zamer Wallensteinu, ki so se začele nabirati na dunajskem dvoru.

### Drugi pohod na Ogrsko
Mansfeld je v Brandenburgu sestavil novo vojsko 20.000 najemnikov in bil avgusta z njo že v Šleziji na poti proti Ogrski, kjer naj bi se združil z Bethlenovo vojsko. Vojaški dvorni svet se je bal za avstrijske dedne dežele in je želel, da Wallenstein Mansfeldu z vojsko sledi, medtem ko sta Tilly in bavarski volilni knez menila, da so njegove čete potrebne na severu. Wallenstein, ki ni pozabil slabih izkušenj na Ogrskem izpred treh let, je dolgo okleval, ko pa mu je Dunaj obljubil, da bo to pot poskrbel za oskrbo vojske, je 8. avgusta vendarle krenil s 14.000 vojaki proti jugu. V tridesetih dneh so prekorakali 800 km. V Hlohovcu na zahodnem Slovaškem so napravili počitek, a tam ni bilo obljubljene hrane in municije. Na maršu je zaradi bolezni in utrujenosti umrlo 3.000 mož. Wallenstein je bil, kot že večkrat, odvisen od dobav iz svoje vojvodine. Po štirih dneh je nadaljeval pot in naletel na Bethlenovo vojsko, ki pa se je ponoči na skrivaj umaknila. V naslednjih tednih tipanja in prask brez spopada je bila stiska s hrano na obeh straneh vse večja. Prišlo je do epidemije. Mansfeld je pustil svojo vojsko Bethlenu in se shujšan in bolan z manjšo enoto skušal prebiti iz Esztergoma v Benetke, a je umrl nekje blizu Sarajeva. 20 decembra je Bethlen v Bratislavi s cesarjem sklenil mir. Wallensteinu je na poti domov umrlo od izčrpanosti in podhlajenosti še 2.000 vojakov. Prepričan, da v sodelovanju z vojaškim dvornim svetom ni mogoče voditi vojskovanja, se je odločil, da odstopi. A tast ga je pregovoril, da je počakal do naslednjega sestanka.

### Mamljiva ponudba
Na srečanju z dvornimi svetovalci v gradu Prugg v Brucku ob Leithi je Wallenstein očitno dobil tako velikodušno ponudbo, da je ni mogel odkloniti. S ciljem, da izžene sovražnika s celine, so mu očitno ponudili zelo veliko vojsko (70.000 mož ali še več), lastno izbiro oficirskega kadra in svobodo v vodenju operacij. S sestanka ni nobenega uradnega dokumenta, a bavarski volilni knez Maksimilijan I., ki je bil že dolgo nezadovoljen z odnosi med cesarstvom in katoliško ligo, je dobil anonimno poročilo v italijanščini, ki ga je svarilo pred Wallensteinom, katerega je prikazovalo v najslabši luči. Na sestanku lige (21. februarja 1627) je bilo poročilo glavna točka in udeleženci so na Dunaj poslali protestno noto; cesar naj bi Wallensteina odstavil.
Po porazu pri Luttru je Kristijan s francosko in angleško pomočjo do aprila 1627 sestavil novo vojsko 13. 000 mož. Istočasno je Wallenstein, ki si je brezuspešno prizadeval ovreči obtožbe iz anonimnega pisma, sestavljal svojo novo vojsko. V juniju se je iz Nyse (mesto v vojvodstvu Opole na Poljskem) s 40.000 možmi odpravil v Šlezijo, kjer je bilo v mestnih posadkah skupaj še 14.000 Mansfeldovih in danskih vojakov. Mesta so se mu večinoma predajala in do začetka avgusta je bila naloga opravljena; veselje na Dunaju je bilo veliko, kot že dolgo ne.
Iz Nyse (danes na jugozahodu Poljske) je Wallenstein v hitrem maršu popeljal vojsko do Tillyjevega glavnega stana v Lauenbergu ob Labi. Katoliška vojskovodji sta 2. septembra ponudila Kristijanu mir, a ga je ta zaradi neugodnih pogojev odklonil.
Obe vojski sta tako nadaljevali prodor proti severu. Tillyja je rana na nogi za 5 tednov izločila iz boja in Wallenstein je prevzel poveljstvo obeh vojska, kar je zlasti jezilo bavarskega volilnega kneza. Do 18. oktobra so bile premagane vse danske enote na celini. Kristijan se je s spremstvom rešil na otok Zelandijo.
Zmaga v samo šestih tednih je osupnila Dunaj. Vso slavo je spet požel Wallenstein. Volilni knezi pa so cesarju poslali za Wallensteina obremenilno pismo, v katerem so zahtevali spremembo v vodstvu vojske. Maksimilijan I. je prejel anonimno pismo, ki je Wallensteina obtoževalo, da se namerava polastiti cesarske krone. A cesar je bil tedaj za takšne obtožbe še neobčutljiv. Wallensteinu je za zasluge in v povračilo stroškov podelil v fevd vojvodino Mecklenburg in ga imenoval za generala Oceanskega in Baltskega morja in vojvodo Sagana.
Medtem pa so se zapletle razmere okrog hanseatskega mesta Stralsund. Že jeseni 1627 je Wallenstein poskušal mestni svet pregovoriti, naj prostovoljno sprejme cesarsko nadoblast in mu obljubljal, da mestne pravice s tem ne bodo okrnjene. Toda mestni svet ponudbe ni sprejel. Spomladi 1628 so zato začele cesarske čete mesto oblegati. Mesto je dobilo pomoč od Dancev in Švedov. Tudi v juliju, ko je pripeljal Wallenstein veliko vojsko, mesta, ki so ga od treh strani obdajali morje in močvirja, ni mogel zavzeti. Wallensteinu tudi ni uspelo, kot je upal, pritegniti večjega števila švedskih sil in tako pomagati Poljski-Litvi v spopadu s Švedi (poljsko-švedska vojna, 1626-1629). Neuspeh je sprožil veliko posmeha njegovih nasprotnikov.

### Vojvoda Mecklenburga (1628-30)
Wallenstein je od cesarja dobil vojvodino Mecklenburg najprej v fevd za poplačilo stroškov, ki jih je imel z vzdrževanjem vojske (plačila z dvora so pritekala neredno ali pa sploh ne), potem pa, ker jo je cesar za kazen odvzel prejšnjima knezoma, ker sta sodelovala z Danci. Rezidenco si je uredil v gradu Güstrow v istoimenskem mestu južno od Rostocka. V kratkem času svojega gospodarjenja je reformiral upravljanje. Pustil je sicer deželni red in predstavništva stanov, ločil pa je sodstvo od uprave, vpeljal kabinetno vodenje s tremi kabineti (vojaške, državne, domače zadeve), na čelu katerega je bil sam. Poskrbel je za način oskrbe revnih. Vpeljal je enotne mere.
Na mirovnih pogajanjih med cesarstvom in Dansko v Lübecku (januar-junij 1629) je Wallenstein zastopal mehkejša stališča kot cesar in bavarski knez. Nazadnje mu je uspelo doseči, da Kristijanu, ki se je umaknil iz vojne, niso odvzeli vojvodin Schleswig in Hollstein in so ga s tem pridobili na cesarjevo stran. V času pogajanj je cesar (6. marca) izdal restitucijski edikt, ki ga je Wallenstein ocenil za politično nespametnega in ni bil pripravljen z vojsko sodelovati pri prisilnem vračanju sekulariziranih posesti cerkvi. Le nerad je poslal nekaj regimentov svoje vojske Španiji v pomoč v vojni z Nizozemsko in habsburški strani v mantovski nasledstveni vojni.
Odvzem vojvodine Mecklenburg prejšnjima knezoma in podelitev »vojnemu dobičkarju« je razburila volilne kneze in staro plemstvo. Na Wallensteina so gledali kot na dejanskega vodjo cesarstva, ki mu ni za katoliške cilje. Predstavnikom katoliške lige ni bilo všeč, da njegova vojska številčno presega armado katoliške lige, ki je prva leta vojne sama izborila vse zmage. Zahtevali so, da mu cesar odvzame poveljstvo, njegovo vojsko pa priključi vojski katoliške lige. Pa tudi cesar jim je po Wallensteinovi zavrnitvi restitucijskega edikta vse bolj verjel. Na srečanju volilnih knezov v Regensburgu (poleti 1630), na katerem so bili prisotni tudi francoski odposlanci, je cesar Wallensteina odstavil in zmanjšal cesarske čete. Tillyju so dali komando tudi nad tem delom vojske. Bali so se, da se bo Wallenstein uprl, a je mirno sprejel odločitev in se umaknil v svojo vojvodino Friedland.

## Drugič poveljnik cesarske vojske
Ravno v istem času (julij 1630) je švedski kralj Gustav II. Adolf s svojo vojsko, ki jo je financirala Francija, pristal na celini. Tridesetletna vojna se je nadaljevala.
Švedski kralj se je po severnih pokrajinah Pomorjanskega in Mecklenburga dolgo izmikal spopadu s Tillyjevo vojsko in jo utrujal. Ko pa se mu je pridružil s svojo vojsko saški volilni knez Ivan Jurij I., je na breitfeldskem polju pri Leipzigu bitko sprejel in Tillyja premagal (17. septembra 1631). Saška vojska je zavzela Češko in švedska Turingijo in napredovala proti jugu. V stiski je cesar ponovno zaprosil Wallensteina, da se vključi v dogajanje in ta se je začel pogovarjati s cesarjevimi pogajalci. 3. aprila 1632 je s pogodbo ( Göllersdorfer Vereinbarung) postal generalisimus z neomejeno komando nad vojsko, z neomejeno pravico imenovanja oficirjev, s pravico konfiskacij in z močjo odločanja o določilih premirij in mirovnih sporazumov. 30. aprila je Tilly v Ingolstadtu umrl, potem ko je bil ob reki Lech hudo ranjen. Švedski kralj je maja zasedel München.
Wallenstein je spet na hitro sestavil vojsko. Najprej je pregnal saške čete iz Češke in se začel pogajati o premirju s Saško, da bi odvzel Švedom zaupanje v zaveznika. Zahodno od Nürnberga je dal zgraditi tabor za svojih 50.000 najemnikov in s tem blokiral mesto kot oskrbovalni center za švedsko vojsko na Bavarskem. Da bi razbremenil zavezniško mesto, je Gustav Adolf svoj tabor zgradil v bližini.
Med julijem in septembrom sta si vojski stali nasproti, švedska pri Nürnbergu in Wallensteinova pri razvalini gradu Alte Veste v mestu Zindorfu. Izstradali sta mesto in okolico Nürnberga. Potem pa so Švedi napadli cesarsko vojsko. Po dveh dneh krvavih bojev so Švedi zapustili bojišče (bitka pri Alte Veste, 3.-4. sept. 1632). Do nove bitke je prišlo pri Lütznu 16. novembra. Walldstein se je zaradi putike komaj spravil na konja. To pot je bil on tisti, ki je zapustil bojišče in se umaknil proti Češki. A v bitki je padel Gustav II. Adolf, kar je bil velik udarec za moralo protestantov. V bitki je padel tudi pri vojakih zelo priljubljeni general katoliške lige Pappenheim. Ko je dal Wallenstein v Pragi z očitkom strahopetnosti in bega usmrtiti 13 oficirjev, je izgubil zaupanje mnogih svojih oficirjev.
Wallenstein je odtlej odklanjal Ferdinandove zahteve, naj spet napade. V letu 1633 je samo spomladi še enkrat dal napasti Saško in je oktobra pri Ścinawi na Odri uspel zajeti švedsko enoto generala Thurna s 5.000 možmi in 60 topovi. Ko je Thurn predal vse šlezijske utrdbe, ga je Wallenstein izpustil, kar je na Dunaju dodatno okrepilo njemu sovražno razpoloženje. Po svojih zvezah se je verjetno vse leto tajno pogajal s Švedi in protestantskimi knezi o miru, a brez cesarjevih zagotovil pogajanja niso mogla biti uspešna.
Nazadnje je bilo cesarju dovolj; njegov sin Ferdinand III. je bil pripravljen prevzeti vodenje vojske. Tajno sodišče je Wallensteina zaradi pogajanj brez pooblastil obsodilo veleizdaje. Januarja 1634 je bila objavljena njegova odstavitev. Nekaterim generalom je bilo ukazano, naj ga pripeljejo na Dunaj živega ali mrtvega. 18. februarja so v Pragi objavili veleizdajo. Wallenstein je prepozno spoznal, da izgublja podporo vojske. 23. februarja se je z enoto vojakov odpravil iz Plzna proti Švedom. Bil je že tako bolan, da so ga peljali z vozom. 25. februarja je v Chebu skupina zarotnikov njegove najožje zaupnike zvabila v grad na zabavo in jih pomorila, potem pa je prišel na vrsto še Wallenstein, ki je prenočeval v županovi hiši. Cesar je ubijalce nagradil.

## Po smrti
Wallensteinovo premoženje je bilo po njegovi smrti zaplenjeno. Njegova druga žena Izabela Katarina je lahko podedovala gospostvo Česká Lípa z dvorecem Nový Zámek. Njuna hči Marija Elizabeta (1626–1662) se je poročila s svobodnjakom Rudolfom von Kaunitzem in posest je bila do 1945 v lasti rodbine Kaunitz.
Wallenstein je leta 1627 prodal posest in dvorec Mnichovo Hradiště svojemu nečaku Maksimilijanu von Waldsteina. Posest je do leta 1945 ostala v lasti rodbine. V 17 stoletju so dvorec velikopotezno predelali. Wallensteinov potomec Vincenc von Waldstein je dal leta 1782 v grajsko kapelo sv. Ane prenesti krsti Wallensteina in njegove prve žene Lukrecije.
Wallensteinova izjemna osebnost je burila domišljijo mnogih zgodovinarjev, piscev in pisateljev. O njem je napisanih zelo veliko tekstov, ki poleg zgodovinskih dejstev vsebujejo tudi marsikaj domišljijsko dodanega, literarnega. Friedrich Schiller je npr. napisal dramsko trilogijo Wallenstein.